# وایدهوفن
وایدهوفن (به آلمانی: Waidhofen, Bavaria) یک شهر در آلمان است که در بایرن واقع شده‌است.

## خصوصیات
وایدهوفن ۲۷٫۳۲ کیلومترمربع مساحت دارد ۴۰۴ متر بالاتر از سطح دریا واقع شده‌است.